# Jacques Baseilhac

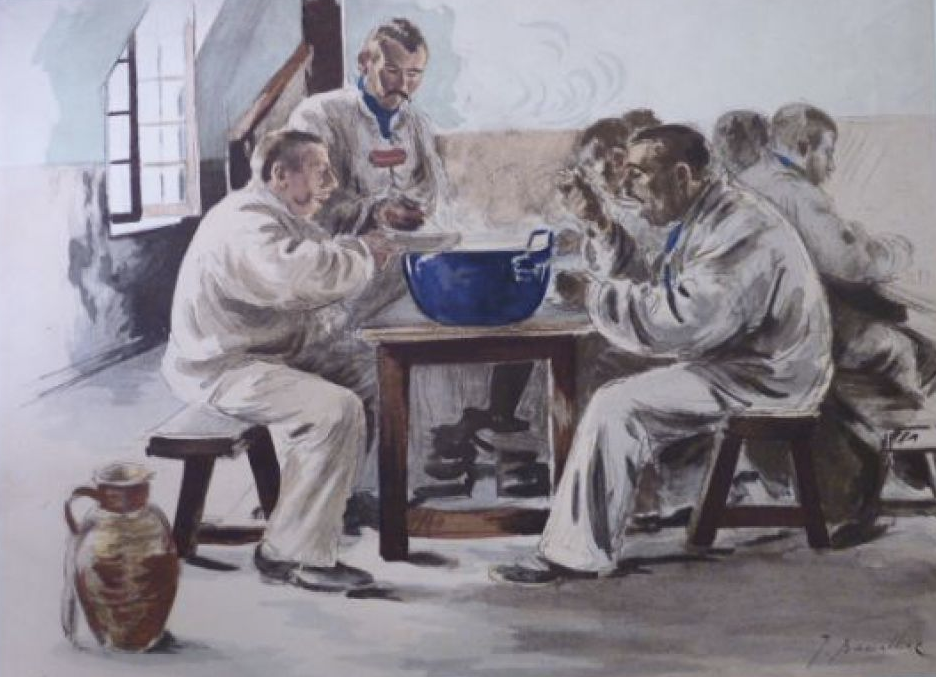
Jacques Baseilhac La soupe à la chambrée - Cromolitografia per L'Estampe moderne 1899

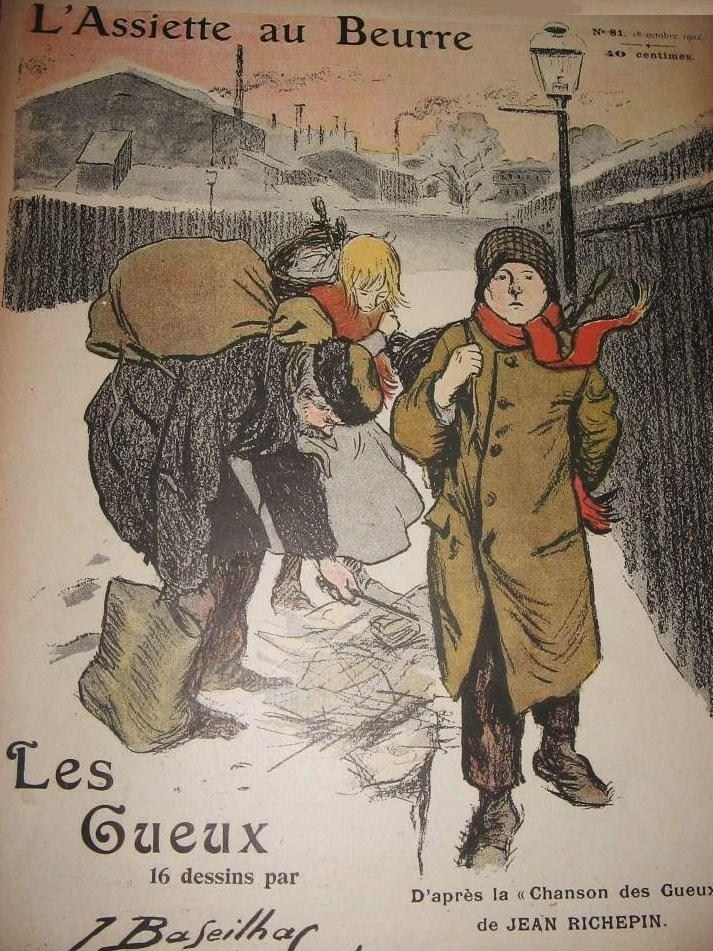
Jacques Baseilhac Les gueux per L'Assiette au beurre il 18 ottobre 1903

Jacques Baseilhac (Trébons, 1874 – Savigny-sur-Orge, 1903) è stato un pittore e incisore francese.

## Attività
Jacques Baseilhac ha seguito i corsi di pittura e di disegno all'Accademia Julian dal 1891 al 1894 e seguendo i corsi di Jean-Paul Laurens. Egli ha esposto al salone della Société nationale des beaux-arts con opere raffiguranti soprattutto gli abitanti di Penmarch e nel 1901 ha esposto diverse illustrazioni del poema Chanson des gueux di Jean Richepin . Nell'anno seguente, anno che ha preceduto la morte dell'artista, sono stati pubblicati 16 disegni sul nº81 L'Assiette au Beurre (ottobre 1802), 
Baseilhac ha contribuito a numerosi periodici satirici e artistici come L'Assiette au beurre, Le Rire, e L'Estampe moderne.

## Opere esposte
- La Soupe à la chambrée[2], cromolitografia per L'Estampe moderne, Museum of Fine Arts Boston[3]